# ارناس ویسوکاس
ارناس ویسوکاس (به انگلیسی: Arūnas Visockas؛ زادهٔ ۷ دسامبر ۱۹۶۵) ورزشکار بسکتبال اهل لیتوانی است.
وی در مسابقات کشوری و بین‌المللی در مجموع برندهٔ ۱ مدال طلا، ۲ مدال نقره، ۱ مدال برنز شده‌ است.